# 宇宙からメリークリスマス
宇宙からメリークリスマス（うちゅうからめりーくりすます）とは、宇宙航空研究開発機構が行っているクリスマスメールを配信するイベント。

## 概要
超高速インターネット衛星「きずな」（WINDS）のネットワーク応用実験の一環として、一般広報・利用促進等を目的としたクリスマスメール配信をするイベント。「きずな」を経由させるメールの送受信を一般参加型とすることで、「きずな」ミッションに対する、より一層の理解を深める事を目的としている。

### タイトル
- 「宇宙から、メリークリスマス」（平成20年12月）
- 「七夕・宇宙からの星空メッセージ」（平成21年7月）
- 「宇宙から　メリークリスマス。」（平成21年12月）
- 「最先端☆宇宙バレンタイン」（平成22年2月）
- 「宇宙から メリークリスマス2010」（平成22年12月）
- 「宇宙から メリークリスマス2011」（平成23年12月）